# بين الكسندر (لاعب اتحاد الرغبي)
بين الكسندر (بالإنجليزية: Ben Alexander)‏ (و. 1984  م) هو لاعب اتحاد الرغبي، من أستراليا، ولد في سيدني، يلعب كمبعد ‏.

## روابط خارجية
- بين الكسندر عل موقع إسبنسكروم (الإنجليزية)
- بين الكسندر على موقع ItsRugby.co.uk (الإنجليزية)